# Куплиям
Куплия́м — село в муниципальном округе Егорьевск Московской области России. 

## География
Село Куплиям расположено в 130 километрах от города Москва, в 1 километре от места впадения речки Летовки в Цну.

## История

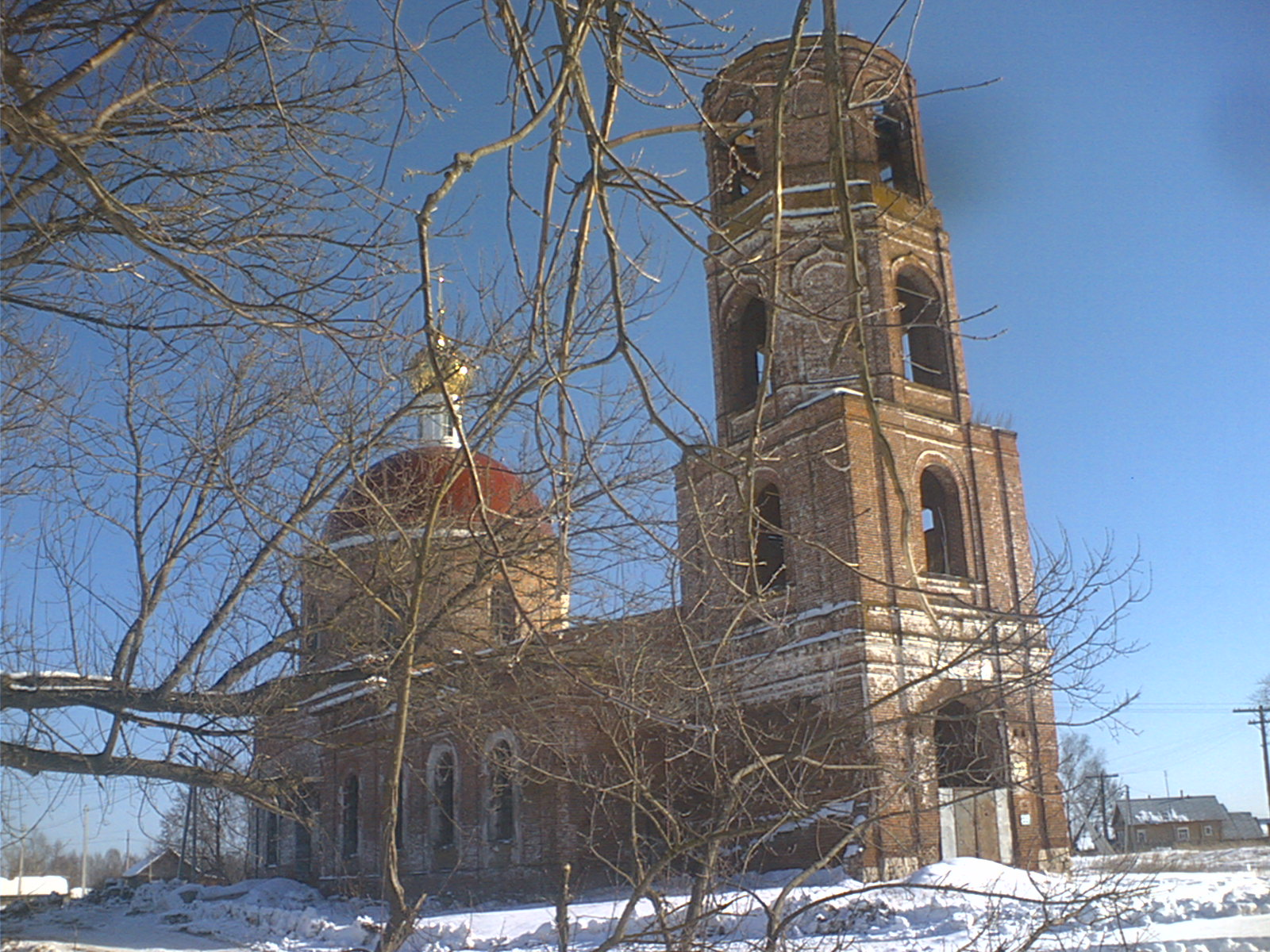
Церковь

Куплиям — Волость (район) Купля, в старину принадлежавшая рязанским князьям, известна с XIV—XV вв. Позднее по велению Ивана Грозного приписана к Николо-Радовицкому монастырю. Приблизительно в 1684 г. при слиянии соседних поселений Купля и Ям образовалось сельцо Куплиям. Краснокирпичная Воскресенская церковь, возвышающаяся на окраине села, была возведена на средства прихожан в 1865—1879 гг. В 1930-е гг. храм закрыли. Приходской священник и немногочисленные местные жители пытаются возродить обветшавший за годы безбожия храм.

## Демография
Население — 128 чел. (2010).
| 1859 | 1868 | 1885  | 1905  | 1926  | 2002 | 2006 |
| ---- | ---- | ----- | ----- | ----- | ---- | ---- |
| 760  | ↘732 | ↗1195 | ↗1518 | ↗1695 | ↘119 | ↘99  |
| 2010 |      |       |       |       |      |      |
| ↗128 |      |       |       |       |      |      |

## Почему с. Куплиям называют Ём?
Есть много версий, известных на сегодняшний день: раньше на месте деревни были ямы, где жгли уголь, потом ямы купили, соответственно КУПЛИ + ЯМ (ы); так как жили в основном ЯМЩИКИ, отсюда и пошло Емские.
Ём скорее производное и разговорное от слова Куплиям, так проще говорить.

## Достопримечательности

### Места для рыбалки

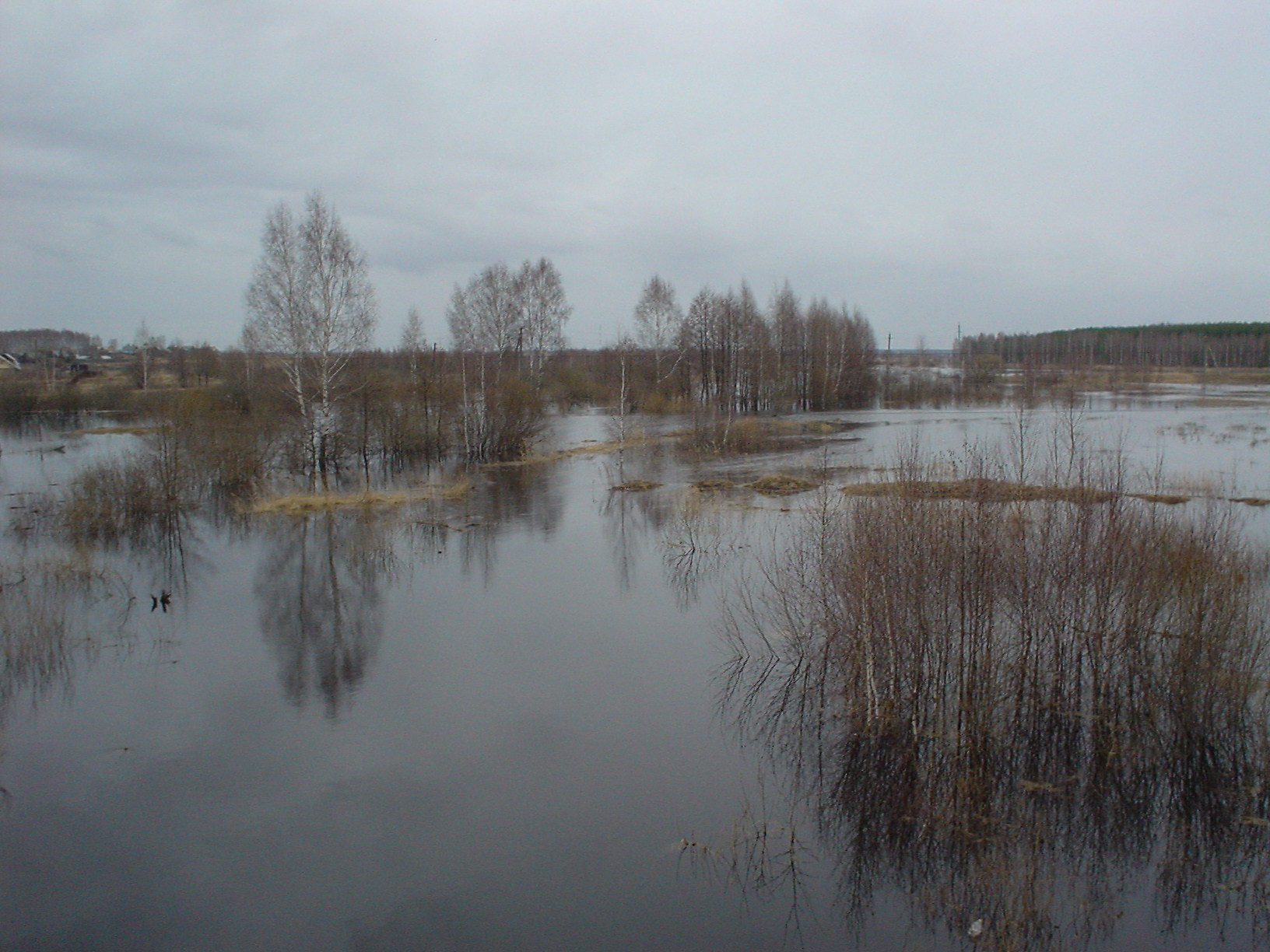
Река Цна — разлив. Вид с моста.

Места для рыбалки в с. Куплиям: р. Летовка, р. Цна, местные пруды. Реки Летовка и Цна, сравнительно небольшие, но довольно глубокие речки с медленным течением, в обоих реках довольно много щуки и карпа, которые попадают сюда из карпоразводных водоемов в верховьях реки. Карп прекрасно прижился в реке, и порой неплохо ловится. Интересных участков на реке несколько. Первый у моста шоссе Егорьевск-Касимов у д. Жабки. Здесь ловят карпа, скатившегося по реке. Второй участок — от п. Куплиям до с. Никиткино. Это щучьи места. Попасть сюда можно также по Егорьевскому шоссе, но повернув на п. Рязановский и у поселка Куплиям налево. Дорога пойдет через д. Янино, через 2,5 км есть съезды к реке у дд. Васинская и Гридино-Лелечи. Здесь очень интересная старица. Чуть дальше, в д. Поповская, повернув налево, на Никиткино, через 3 км попадете на разлив, где можно хорошо порыбачить.

### Клуб с. Куплиям
Местный сельский клуб с. Куплиям работает с пятницы по воскресенье и в праздничные дни с 20:00 до 23:00.

### Природа с. Куплиям

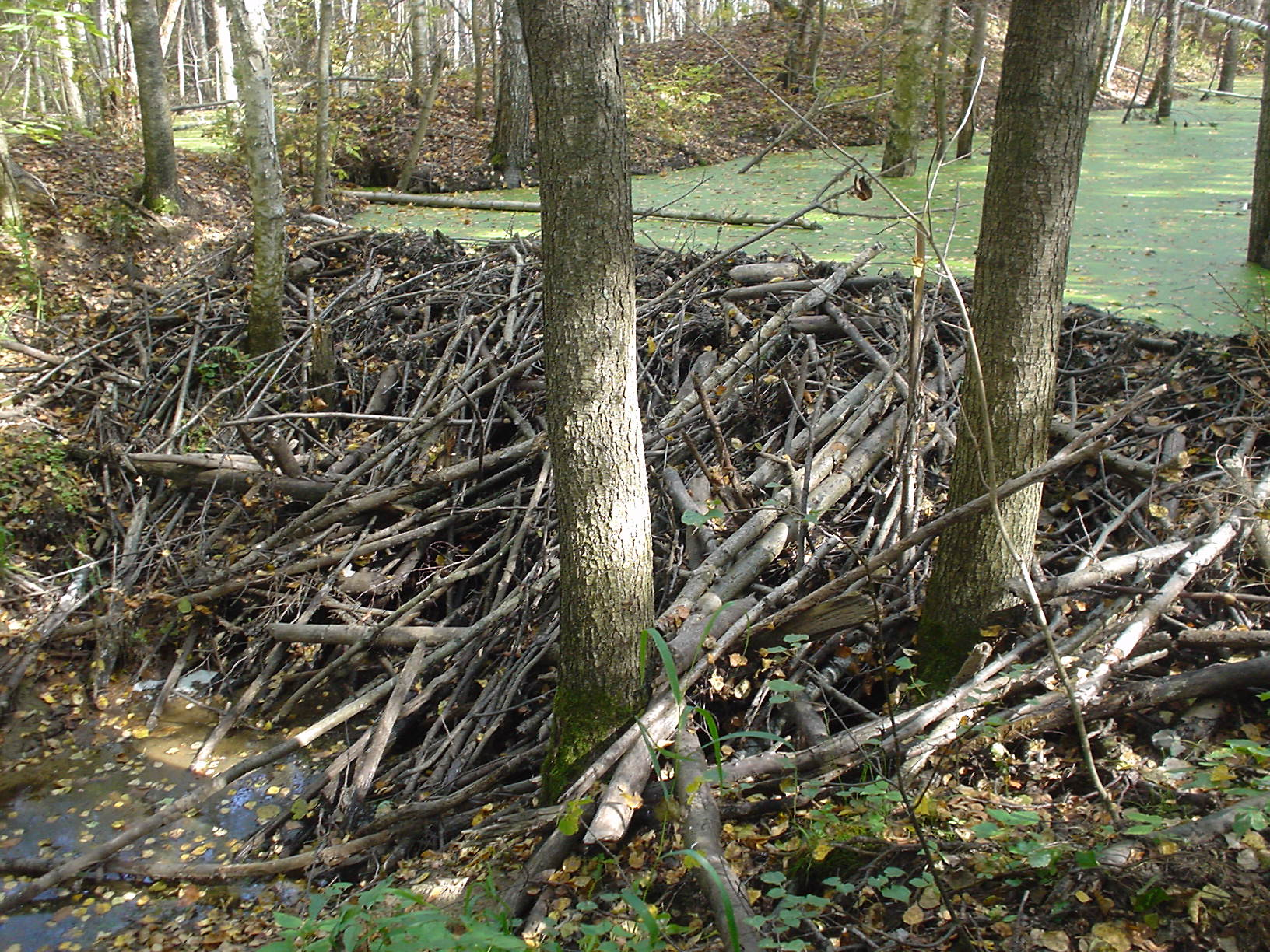

Леса богаты грибами, ягодами, лекарственными растениями. В чащобах ельника обилие черники, на полянах в перелесках множество земляники, на болотах — клюквы; растут белые грибы, подосиновики; особенно красивы рыжики в сосновых лесах, а в орешнике — белые грузди. Во многих местах сохранились ландыш майский, подснежник, плаун булавовидный, кувшинка белоснежная. Богат животный мир — встречаются лоси, кабаны, лисы, зайцы, белки, еноты, куницы, но все реже можно встретить бобров, горностаев, выхухолей. В последние годы в лесах появилось много волков, которые наносят значительный урон лесным обитателям. Изредка появляется рысь. Из птиц гнездятся глухари, тетерева, рябчики. В глухих местах, на болотах встречаются скопа и орлан-белохвост, занесенные в Красную книгу.

### Обелиск Героям — Землякам павших за Родину
В с. Куплиям стоит обелиск в честь Дня Победы Советского Союза над фашистской Германией в Великой Отечественной войне. Обелиск символизирует память о павших героях — земляках. Ежегодно 9 мая проводятся митинги в честь Дня Победы.

### Куплиямская больница
Деревянный сруб. Построен в послевоенный период. Здание состоящие из двух соединяющихся корпусов. В первом находился роддом на 4 койкоместа, закрыт в 60-х годах и преобразован в фельдшерско-акуршерский пункт просуществовавший до 80-х, во втором — медпункт для приёма граждан, перенесён в начале 2000-х в здание Куплиямской библиотеки, которая к тому времени прекратила своё существование. Основной период деятельности больницы связан с именем ветерана ВОВ, лейтенанта военно-медицинской службы войск, кавалера ордена Великой Отечественной войны, Звонарёва Ивана Сергеевича (1923—2001 г. похоронен в Куплияме на Клюпановском кладбище), коренного жителя Куплияма, работавшего в этой больнице фельдшером. Долгое время, в должности акушерки и санитарки, помощником у Ивана Сергеевича работала его супруга Мария Ивановна Звонорёва. На данный момент здание больницы пребывает в обветшалом полуразрушенном состоянии. Медпункт в здании бывшей библиотеки существует по сей день.

### Марафон "Голосуем за Победу"
24 апреля 2015 года в рамках проведения данного мероприятия ТИК Егорьевского района, и. о. главы городского поселения Рязановский Егорьевского муниципального района совместно с представителями Молодежной Территориальной избирательной комиссии Воскресенского района навестили Родину Лидию Гавриловну, жительницу с. Куплиям городского поселения Рязановский Егорьевского муниципального района. Лидия Гавриловна является ветераном Трудового фронта. В годы войны она была еще совсем юной девушкой, но, несмотря на это, внесла свой посильный вклад в дело Победы. В торжественной обстановке ей вручены Благодарность Избирательной комиссии Московской области, сувениры и букет цветов. Родина Лидия Гавриловна приняла участие в Марафоне «Голосуем ЗА ПОБЕДУ», опустив символический бюллетень в урну для голосования. Лидия Гавриловна более 35 лет проработала в избирательной системе. Она была бессменным председателем участковой избирательной комиссии с 1973 по 2008 годы. В связи с этим, территориальной избирательной комиссией Егорьевского района было принято решение  присвоить участковой избирательной комиссии избирательного участка № 549 имя Ветерана Великой Отечественной войны Родиной Лидии Гавриловны.